# Oliver Wyman
Oliver Wyman ist eine international tätige Strategieberatung. Sie gehört zusammen mit ihren Schwestergesellschaften Lippincott, Celent und NERA Economic Consulting zur Oliver Wyman Group und ist eine 100-prozentige Tochter der Marsh & McLennan Companies (MMC). Als Chief Executive Officer der Oliver Wyman Group trägt Nick Studer seit 2021 die globale Führungsverantwortung für alle Industrie-Practices und horizontalen Kompetenzbereiche von Oliver Wyman sowie für NERA und Lippincott.
Die gesamte Oliver Wyman Group erwirtschaftete 2018 einen Umsatz von 2,05 Milliarden US-Dollar. Oliver Wyman unterhält über 60 Büros mit mehr als 5.000 Mitarbeitern. Es ist im deutschsprachigen Raum mit Büros in Berlin, Frankfurt am Main, München, Hamburg, Zürich, Düsseldorf und Wien vertreten.
Oliver Wyman zählt zu den weltbesten Strategieberatungsunternehmen bezüglich Prestige, Wachstum, Mitarbeiterzufriedenheit, Umsatz pro Berater und Interviewschwierigkeit.

## Geschichte
Oliver Wyman entstand 2007 aus dem Zusammenschluss der schon zum MMC-Konzern gehörenden Unternehmensberatungen Mercer Oliver Wyman, Mercer Management Consulting und Mercer Delta. Alle drei Firmen waren bei Gründung eigenständig und wurden später von MMC aufgekauft. Das spätere Mercer Management Consulting wurde 1970 als Temple, Barker & Sloane gegründet, nach mehreren Zukäufen und einem Merger mit Strategic Planning Associates kam es zur Namensänderung. 1993 wurde das Unternehmen von MMC aufgekauft.
- Die Delta Consulting Group wurde 1980 gegründet und 2000 von MMC aufgekauft.
- Mercer Oliver Wyman wurde 1984 als Oliver, Wyman & Company gegründet. Nach einigen Zukäufen wurde es 2003 von MMC aufgekauft und der Name um das Mercer ergänzt.[10]

Folgende Unternehmen sind im heutigen Oliver Wyman aufgegangen:
- Duncan C. Fraser & Co (1986)
- Future Cost Analysts (1986)
- Temple, Barker & Sloane (1987)
- Strategic Planning Associates (1990)
- Unternehmensberatung München GmbH (1993)
- Corporate Decisions, Inc (1997)
- Higginson & Partners (1998)
- Dr. Seebauer & Partner GmbH (1998)
- St. Gallen Consulting Group (2000)
- Análisis y Desarrollo de Proyectos (2000)
- Delta Consulting Group (2000)
- Intervaluenet (2002)
- Informed Sources Holdings Ltd. (2002)
- Johnston Smith International, Inc. (2002)
- Change Management Consultants (2002)
- Oliver, Wyman & Company (2003)
- c.r.m. Concord, s. a. (2004)
- CDR International, LLC (2004)
- MultiModal Applied Systems (2006)
- DiamondCluster International (2006, Aktivitäten in Nordamerika sind weiterhin unabhängig)

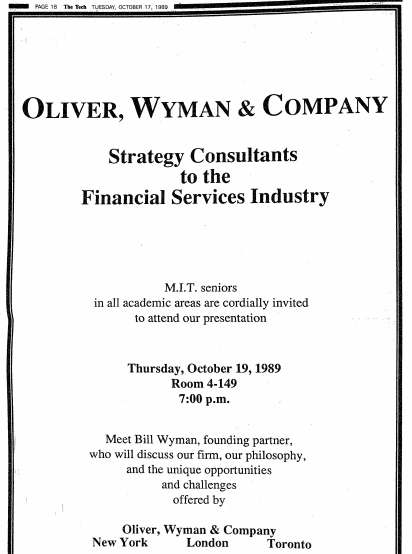
Ein Rekrutierungsflyer aus dem Jahr 1989, veröffentlicht in The Tech, der Campuszeitung des MIT

- Harbour Consulting (2008)[12]
- Corven (2013)[13]
- OC&C Boston (2014)[13]
- OC&C Greater China (2015)[13]
- TeamSAI (2015)[13]
- LShift (2017)[14]
- Draw (2018)[15]

## Beratung
Oliver Wyman berät Kunden aus den Branchen:
- Automobil
- Luftfahrt, Raumfahrt und Verteidigung
- Telekommunikation, Medien und Technologie
- Energie
- Financial Services
- Health und Life Science
- Industrie
- Einzelhandel und Konsumgüter
- Transport

Oliver Wyman berät zu den Themen:
- Actuarial
- Organizational Effectiveness
- Corporate Finance und Restructuring
- Risk Management
- Leadership Development
- Marketing und Vertrieb
- Digital, Technology und Analytics
- Strategie